# Marie Thérèse Patricia Bissa Enama
Marie Thérèse Patricia Bissa Enama, est une professeure de littérature comparée, directrice de l'École Normale Supérieure (ENS) de Yaoundé au Cameroun.

## Biographie

### Enfance, Etudes et Débuts
Marie Thérèse Patricia Bissa Enama est originaire de Dzeng, dans le département du Nyong-et-So'o, Région du Centre au Cameroun.

### Carrière
Patricia Bissa Enama enseigne au département des Lettres Modernes Françaises (LMF) de l’Université de Yaoundé 1. Spécialiste de la littérature française et de la littérature comparée, elle occupe tour à tour plusieurs postes dans le système éducatif camerounais. Elle a été notamment sous-directrice de la coopération au Ministère de l’Enseignement Supérieur, secrétaire générale de l'Université de Yaoundé II à Soa, vice-doyenne chargée de la scolarité et du suivi des étudiants à la Faculté des sciences de l’éducation de l’Université de Yaoundé 1, vice-doyenne chargée de la programmation et des affaires académiques à la Faculté des Arts, lettres et sciences humaines de l’Université de Yaoundé 1, chef de cellule de la coopération au Ministère de l’Enseignement supérieur (MINESUP). En juillet 2024, elle est promue au poste de directrice de l’École Normale Supérieure de Yaoundé,,,,.
Patricia Bissa Enama est impliquée dans plusieurs initiatives littéraires et éducatives, notamment en tant que présidente du jury des Étoiles de l'Édition et du Concours littéraire national Jeunes Auteurs. Son engagement envers l'éducation et son influence dans le domaine littéraire font d'elle une figure emblématique au Cameroun.